# Walter Horn (Astronom)
Walter Horn (* 22. August 1881 in Eiserfeld bei Siegen; † 17. September 1967 in Solingen) war ein deutscher Astronom. 

## Leben und Werk

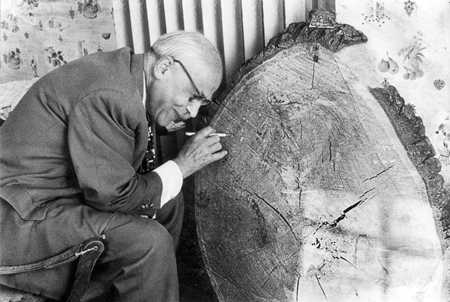
Walter Horn

Walter Horn absolvierte ein Lehramtsstudium mit den Fächern Mathematik und Physik. 1909 ging er als Privatlehrer nach Solingen, wo er kurze Zeit später eine Anstellung als Studienrat am Ohligs-Walder Realgymnasium, dem heutigen Humboldtgymnasium, erhielt. 1946 wurde Horn als Lehrer pensioniert. 
Seinem naturwissenschaftlichen Interesse bei pädagogischer Begabung ist es zu verdanken, dass sich in Solingen schon im Jahr 1921 ein astronomischer Verein gründete. Diesem gehörten schon damals viele Jugendliche an, die Horn für die Astronomie zu begeistern verstand. Walter Horn blieb bis zu seinem Tod Vorsitzender des astronomischen Vereins Ohligs-Wald, der später in Astronomischer Verein Solingen umbenannt wurde. 
In den Jahren 1923/1924 erwarb der Verein von der Stadt Ohligs ein Grundstück für die geplante Sternwarte im Stadtteil Weyer. Weil dem Verein die Mittel für eine Kuppel fehlten, entwarf Horn die Baupläne für eine zylinderförmige Eigenkonstruktion, die bis heute überdauert hat. Die am 5. Oktober 1924 eröffnete Sternwarte ist eine der ältesten von Amateurastronomen geschaffenen Einrichtungen in Deutschland.

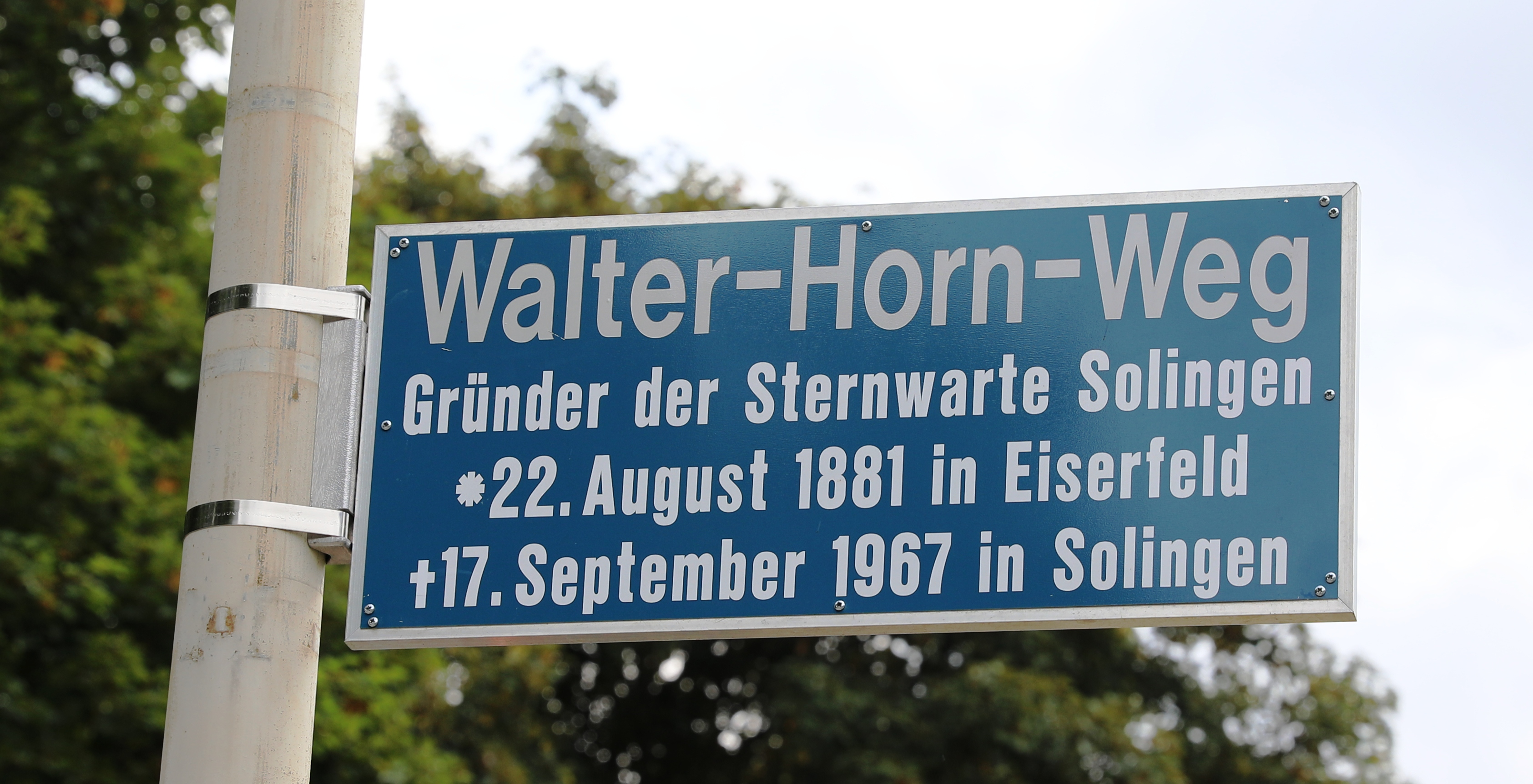
Straßenschild in Solingen

Auf Vorschlag der Walter-Horn-Gesellschaft e. V. – zu Ehren Horns heißt der Trägerverein der Sternwarte Solingen seit 1967 so – wurde 2002 ein Asteroid nach ihm benannt: (2749) Walterhorn. In Solingen wurde 2018 die Straße zum 2019 eröffneten Galileum Solingen, das aus der von Horn gegründeten Sternwarte Solingen hervorging, als Walter-Horn-Weg benannt.